# Лудунь

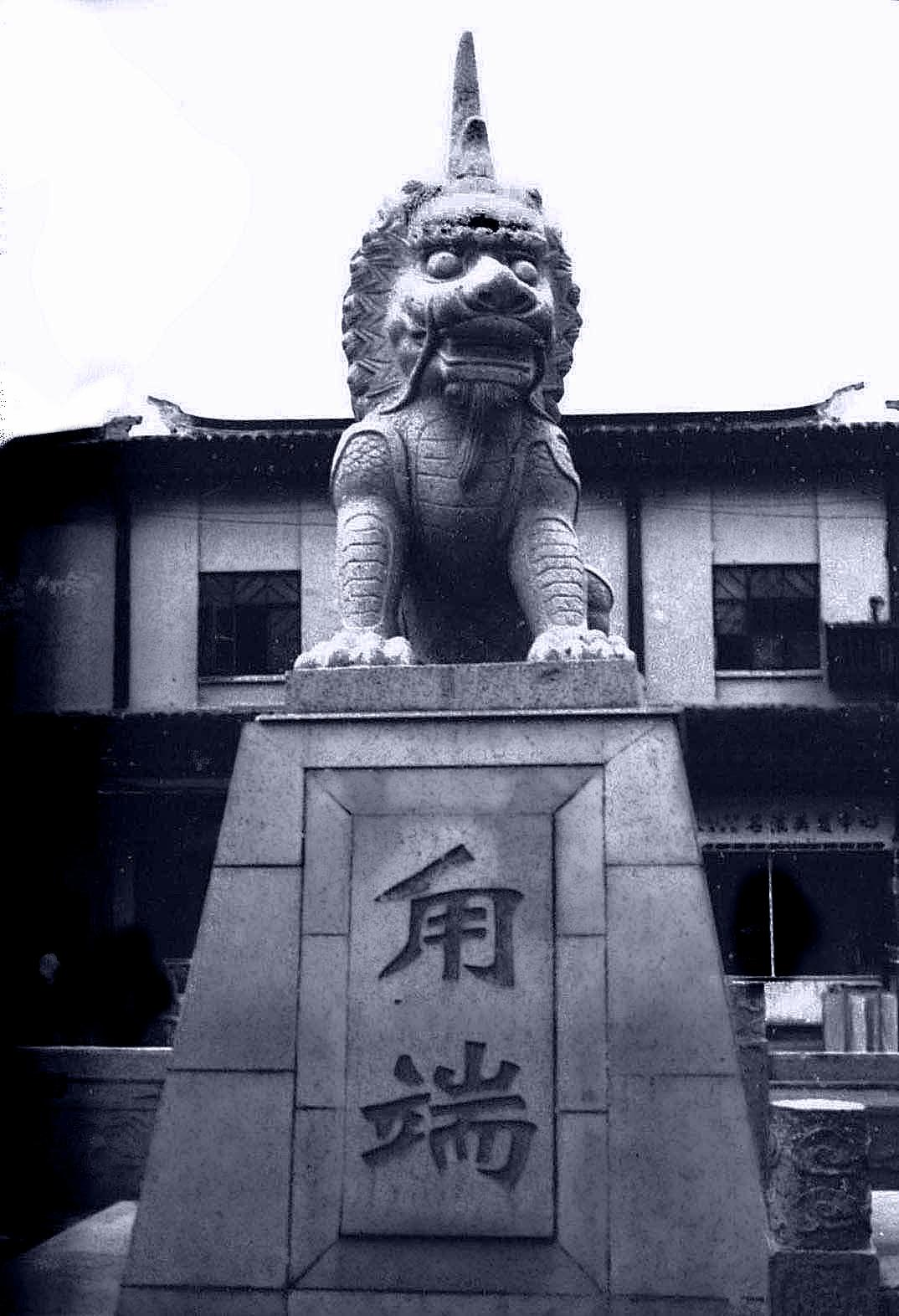
Изваяние лудуаня в городе Лучжи в качестве хранителя ворот

Лудуань (Лудунь) (кит. 甪端) — мифическое животное в китайской мифологии, которое может обнаруживать истину и обладает знанием всех языков мира. Внешне напоминает легендарного зверя цилиня, на лбу имеет один рог. Передвигается с очень большой скоростью, за день лудуань способен пройти 18 тысяч ли (более 9 тысяч километров).
В Летнем дворце китайских императоров стоят две курильницы с эмалевыми изображениями лудоней. Таким образом, правители Цинской империи, в частности Цяньлун, хотели подчеркнуть власть императора различать правду и ложь в своих подданных.
Лудуань являлся официальным китайским символом открытости и беспристрастного соблюдения закона, а в народе считался символом удачи и хорошей погоды.